# ハルとアオのお弁当箱
『ハルとアオのお弁当箱』（ハルとアオのおべんとうばこ）は、まちたによる日本の漫画。
ノース・スターズ・ピクチャーズ→コアミックスの青年漫画雑誌『月刊コミックゼノン』にて2018年5月号（2018年3月24日発売）から連載開始。2020年8月、第21話より『WEBコミックぜにょん』に移籍。2021年7月から作者の体調不良に伴い休載。半年後の2022年2月18日に更新された第29話が最終話となった。2022年4月20日に最終巻が発売された。
2020年、吉谷彩子と井之脇海のW主演でテレビドラマ化された。

## あらすじ
大学図書館に勤務している27歳のオタク女子・ハル。流行の洋服も美容も関心が薄く、無頓着。交友関係も必要最小限、食事も「空腹が満たされたらそれで良い」と考えている。いわゆる女子力に乏しいがハル本人は全く気にしていない。漫画やアニメ、ゲームが大好きで、お金も時間も出来るだけそれらの趣味に費やしたいのである。ある時、そんな”おひとりさま”のハルを憐れむような言葉を続けざまに耳にして、ふと「自分は他人から見たら可哀想に映っているのか」と落ち込んでしまう。暗い気分を払拭させる時に足を運ぶカフェバーで、ジェンダーレスのアオと知り合い、意気投合。酔った勢いも手伝ってルームシェアを快諾してしまった。同居にあたって家事を分担するなど、いくつかルールを決めた。そのひとつが「週に一度、お弁当を作りあうこと」。気配り上手で家事にも長けているアオと、不器用ながらも奮闘するハルとの心温まる交流を描いている。

## 登場人物

### 主要人物
ハル / 木野 春葉（きの はるは）〈27〉
大学図書館勤務。独身。アニメやゲームが大好きなオタク女子（主なジャンルは萌えアニメ、魔法少女アニメをはじめとする女児が活躍する作品）。趣味に費やす時間やお金を捻出するため交友関係はあまり持たない。恋愛も関心がないに等しい。
オタクであることがアイデンティティーと自分自身に刷り込んでいる節があり、ファッションもメイクも地味で無難なものを選んでは「これが自分らしい選択」と自身を納得させている。可愛らしい衣服や綺麗なアクセサリーに興味がないわけではないが、それらを身に着けている自分に気恥しさを感じて敬遠している。奇を衒わない丸く大きめの銀縁めがね、黒髪のおかっぱヘア、白いシャツかブラウスに紺か黒のひざ下丈のスカート、歩きやすいスニーカーとリュックを背負うスタイルが定番。
ひとりで過ごす時間はハルにとってごく当たり前の日常であり充実した楽しい時間であるが、周囲の目は冷ややかで、時々憐れむような言葉を向けられる。普段は気に留めないようにしているが、それらの言葉の棘が少しずつ蓄積されて数ヶ月に一度は落ち込んでしまう。そういう時は行きつけのカフェバーで甘いケーキとハイボールに酔い、気を晴らすことにしている。
昼食や休憩時間は情報を少しでも多く得るために、片手でスマホを操作しながら食事を済ませられる簡素なゼリー飲料やスナック菓子を選びがちだった。食事に楽しみやこだわり、栄養の有無にもまるで興味がなかったが、蒼と関わるようになってから少しずつ関心を持つようになった。
蒼からは「ハルちゃん」と呼ばれている。
アオ / 佐藤 蒼（さとう あお）〈23 → 24〉
ハルからは「蒼さん」と呼ばれている。ハルより年下だが、大人の対応でいつもリードしている。
いつも微笑みを湛え、穏やかな物腰で話す洗練された容姿の美女であるが、生物学上は男性である。ジェンダーレスであることを隠すことなく看護師として勤務している。一人称は「僕」。普段はゆるくウェーブのついたショートボブ・ワンレングスの髪をおろしていることが多いが、勤務中は前髪が邪魔にならないように上げてピンで留めている。
仔猫を拾ったものの、住んでいる部屋はペット飼育不可の物件であるためカフェバーのママ・好美に預けていた。バーの入っている建物の上の階は住居用賃貸物件となっており、築年数は28年と古いがペット飼育も許されている部屋が空いていると好美に勧められていたのだが、ひとり身には2LDKの部屋は持て余してしまう上に家賃も予算オーバーなので躊躇していた。その話をしていた時に横に座っていたハルに、何とはなしにルームシェアを持ちかけた。
実家は埼玉県にある。10代のころには既にジェンダーレスの自覚があり、世間でいう"普通"な生き方は難しいと考えていた。高校進学時に一人暮らしをしていた祖母の家に身を寄せて生活をしていたが、卒業間際に祖母が入院したため実家に戻った。幼少期から蒼の性分を受け入れ、心の支えになってくれた姉・織江とは成人してからも変わらず仲が良い。しかし、母親との間には未だ拭いきれない確執がある。

### 友人・周囲の人々
好美（よしみ）
ハルと蒼が知り合ったカフェバー「Cafe grapple dish&sweets-bar（カフェ グラップル）」の店長。ひとりで店を切り盛りしている。ケーキ作りや料理に長けている。姉御肌で気風が良く、聞き上手。蒼が高校生だったころからの知り合いで、織江とも友人関係にある。シングルマザーである。
莉央（りお）
好美のひとり娘。小学生。明るく活発な少女。幼児のころから可愛がってくれた蒼のことが大好きである。突然現れ、蒼と同居をはじめたハルに嫉妬と羨望の入り混じった感情を覚える。一方、当のハルは美少女の莉央を2次元キャラを愛でるように「天使」と称え、懸命に気遣う。莉央はハルが善人だと分かりつつも、蒼を横取りされてしまったような寂しさをどのような言葉にしたらよいのか分からず、もどかしい思いで意地悪な態度をとってしまったのだった。ハルの厚意は莉央の心に届き、仲良くなった。
母は夕刻から仕事が特に忙しく家を空けているため、夕食はいつも祖母と食べている。
梅里（うめさと）
蒼と同じ病院に勤務する入職1年目の看護師。蒼にほのかな恋心を抱いている。
蒼がハルと恋仲で同棲しているものと思い込み、蒼への恋心を閉ざそうとしたが、二人は友人関係でルームシェアをしているだけと知り安堵した。
葉村（はむら）
ハルと同じ大学の学生課に勤務。気さくで社交的。いつもにこにこと笑顔でいることを心掛けている。姉が一人いる。
同居する祖母が作ってくれるお弁当を週に2回ほど持参している。ハルと昼食の時間が重なる時には一緒に食べることがある。当初は「おばあちゃんの作ったお弁当」に気恥しさを感じ、蓋で隠して中身を見られないようにしていたが、ハルが「孫への愛情が籠っていて羨ましい」と評してくれたため誇らしげに堂々と食べるようになった。
偏見や先入観を持たず、ポジティブ思考。ハルが蒼と引き合わせた時にも「綺麗な人」と第一印象を素直に口にした。
好美に淡い好意を寄せている。
ゆみ
「Cafe grapple」の常連でハルの数少ないオタク友だちのひとり（ジャンルは乙女系を中心に2.5次元ミュージカルなど）。内向きがちなハルと違い、ハキハキとした物言いをするアクティブな性格。ハルが蒼と同居を始めたと知り、紛いなりとも男性の蒼を警戒して訝しんでいたが、好美の知人だと知り態度を一変させた。
真冬（まふゆ）
蒼の幼なじみであり、気心の知れた友人のひとり。蒼は「まふ」と呼んでいる。現在はキャバクラに勤務している。
蒼のことは小学生時代から見知っていたが、親しくなったのは高校に進学してから。蒼が身を寄せていた祖母の家にも頻繁に出入りしており、祖母も交えて食事をする仲の良さであった。当時から蒼がジェンダーレスであることも母親との間に溝があることも承知しており、自分を卑下する蒼に正対して意見してくれる親友である。成人して社会に出てからも連絡を取り合い、時々逢って近況報告している。

### 家族
ハルの母
明るく朗らかな性格。ハルとは何でも言い合える仲の良い母娘関係。ジェンダーレスであることを心のどこかで負い目に感じている蒼のことも大らかな気持ちで受け留め、励ました。
アオの母
世間体をとても気にする性格。"自分が思い描く男の子らしい男の子"に成長しなかった息子を受け入れることが出来ず、蒼を責める言葉で傷つけた。その非情な言葉は未だに蒼の心に留まり続けている。
織江は母を疎ましく思いつつも反発するとさらに面倒事になるので言われるままに従っていたが、蒼は自分の本質を曲げることは出来ず、高校進学を機に祖母の家に身を寄せる選択をした。蒼が成人して、真っ当な社会人として生活している今でも相容れることはない。
織江（おりえ）
蒼の実姉。蒼は「織ちゃん」と呼んでおり、姉弟仲は良好。
幼いころから蒼の性分を否定することなく受け入れていた良き理解者。しかし、"普通"の"男の子"としての成長を求める母の心無い言動から弟を庇いきれなかった、と自責の念に捕らわれていた。織江自身が母親となった現在、実母の子どもに対する過度な期待や対応を思い返し、それまで以上に後悔した。そのことを蒼に詫びるが、蒼は織江が常に味方してくれたことが何よりも心強かったと感謝していたと知り、胸を熱くする。
アオの祖母
蒼が「大好きなおばあちゃん」と言って憚らない大切な祖母。祖母はいつもニコニコと笑顔で蒼に接し、愛でていた。
蒼が母と仲違いするようになり進学などに悩んでいた際には救いの手を差し伸べ、蒼を自宅に住まわせて高校に通わせ、生活の面倒を見てくれた。しかし、蒼が高校を卒業する前に転倒して足を痛めてしまい入院。そのまま体調を崩しがちになり、長期入院の末、他界した。
木野 瑞生（きの みずき）
ハルの弟。ハルからは「みーくん」と呼ばれ、瑞生は姉を「ハル」と呼んでいる。姉弟仲は良好。
子どものころは、周囲の大人がマイペースな姉のことばかりを気に掛けていて、自分に目を向けてくれていないのではないかと拗ねてしまうこともあった。しかし、ハルはハルなりに周囲のペースについていけない自分を情けなく思っていたことを知り衝撃を受ける。姉にそのような負の感情を持たせ続けたくないと奮起し、以後、ハルに意地悪をする近所の子どもたちから守るようになった。大人になってからもハルを心配する気持ちは変わらない。
蒼の飼い猫・ぴーちゃんにたくさんのお土産を携えて、二人の部屋を初めて来訪した。

### その他登場キャラクター
ぴーちゃん
蒼の愛猫。ある寒い日、ゴミ捨て場付近を徘徊していた仔猫（迷い猫か捨てられたのかは不明）。偶然通りかかった蒼のあとを「ぴー」「み゜ー」と鳴きながらついていき、ブーツの甲に乗って助けを請う仕草をした。蒼は見捨てることが出来ず、仔猫を自宅に連れ帰った。蒼が引っ越しを検討し、ハルとルームシェアをするきっかけを作った猫である。のちに同居し始めたハルにもとても懐いている。
ぴーちゃんが主役の第26.5話『あたしの場所 あなたの場所』（人語で回想する回）にて「あたし」と呼称。

## 書誌情報
- まちた 『ハルとアオのお弁当箱』 ノース・スターズ・ピクチャーズ→コアミックス〈ゼノンコミックス〉、全6巻
  1. 2018年10月20日発売、ISBN 978-4-19-980527-1
  2. 2019年4月20日発売、ISBN 978-4-19-980565-3
  3. 2019年12月20日発売、ISBN 978-4-19-980599-8
  4. 2020年7月20日発売、ISBN 978-4-86720-158-9
  5. 2020年12月19日発売、ISBN 978-4-86720-202-9
  6. 2022年4月20日発売、ISBN 978-486720-360-6

## テレビドラマ
BSテレ東にて2020年10月13日（12日深夜0:00）から放送された連続テレビドラマ。吉谷彩子と井之脇海のW主演。動画配信サービス・NTTぷらら「ひかりTV」にて一週間先行配信された。BS放送より一週間後、同年10月20日（19日深夜1:00）よりファミリー劇場にて放送開始（ファミリー劇場限定オリジナルミニコーナー「もうイッピン！」も併せて放送）。なお、本放送より一週間、テレビ東京オンデマンド、TVerなどで無料配信された。2024年7月26日からはBSJapanextで毎週金曜 8:00 - 10:00に4話まとめて放送されている。

### キャスト
- ハル（木野春葉） - 吉谷彩子
- アオ（佐藤蒼） - 井之脇海
- 好美 - 梶原ひかり
- 莉央 - 太田結乃
- 葉村 - 七瀬公
- 梅里 - SUMIRE
- 緑川聡子 - 矢島舞美
- 赤井茜 - 森日菜美
- 織江 - 藤井美菜
- ミチル - 雪見みと
- 木野浩子（ハルの母） - 中島ひろ子 ※第5話は声のみ
- 佐藤綾子（アオの母） - 野村真美

### ゲスト
第10話
- 黄島- 西川俊介
- 桃山- 長野こうへい
- 黒沢ｰ 三浦和也

### スタッフ
- 原作 - まちた『ハルとアオのお弁当箱』（コアミックス / WEBサイト「ゼノン編集部」連載）
- 脚本 - 川﨑いづみ、鈴木裕那、遠山絵梨香、阿部紗耶佳
- 監督 - 東田陽介、加藤綾佳、加治屋彰人
- 主題歌 - H△G「5センチ先の夢」（ドリーミュージック）
- フードコーディネーター - はらゆうこ、山﨑千裕
- 音響効果 - 荒川翔太郎
- 技術協力 - フォーチュン、ビデオフォーカス
- 美術協力 - 日映装飾美術
- コンテンツプロデューサー - 清水俊雄（BSテレ東）、柳川美波（BSテレ東）
- プロデューサー - 戸石紀子（テレビ東京制作局ドラマ室）、園部雄一郎（BSテレ東）、三本千晶（テレパック）
- 制作 - BSテレ東、テレパック
- 製作・著作 - 「ハルとアオのお弁当箱」製作委員会2020

### 放送日程
| 各話   | 放送日   | サブタイトル                   | 脚本       | 監督       |
| ------ | -------- | ------------------------------ | ---------- | ---------- |
| 第1話  | 10月13日 | カリカリ梅とゆかりのおにぎり   | 川﨑いづみ | 東田陽介   |
| 第2話  | 10月20日 | 鮭と枝豆の混ぜごはん           | 川﨑いづみ | 東田陽介   |
| 第3話  | 10月27日 | 人参のラペ                     | 鈴木裕那   | 加藤綾佳   |
| 第4話  | 11月3日  | お刺身を焼いたの               | 遠山絵梨香 | 加藤綾佳   |
| 第5話  | 11月10日 | 鮭と大葉入りのだし巻き卵       | 阿部紗耶佳 | 東田陽介   |
| 第6話  | 11月17日 | ツナとピーマンのチーズ炒め     | 川﨑いづみ | 東田陽介   |
| 第7話  | 11月24日 | 豚薄切り肉のらっきょうソース   | 川﨑いづみ | 加藤綾佳   |
| 第8話  | 12月1日  | ポーク卵おにぎり               | 鈴木裕那   | 加藤綾佳   |
| 第9話  | 12月8日  | セロリとおつまみいかのサラダ   | 遠山絵梨香 | 加治屋彰人 |
| 第10話 | 12月15日 | ひじきとピーマンのみそマヨ和え | 阿部紗耶佳 | 加治屋彰人 |
| 第11話 | 12月22日 | ミニミニアメリカンドッグ       | 川﨑いづみ | 東田陽介   |
| 最終話 | 12月29日 | ハルとアオのお弁当箱           | 川﨑いづみ | 東田陽介   |

### 原作との相違点
- 蒼が新居を探していた理由が「猫の飼育が可能な部屋を求めている」ではない。また、ドラマでは猫のぴーちゃんではなく金魚を飼っている。
- 好美が薦めた物件は、集合住宅の一部屋ではなく戸建て。
- 好美の店の形態はダイナー（店名は「ARROWZ Diner」[8]に変更）。

| BSテレ東 火曜0:00 - 0:30（月曜深夜）枠         | BSテレ東 火曜0:00 - 0:30（月曜深夜）枠             | BSテレ東 火曜0:00 - 0:30（月曜深夜）枠             |
| 前番組                                         | 番組名                                             | 次番組                                             |
| ---------------------------------------------- | -------------------------------------------------- | -------------------------------------------------- |
| 歌舞伎町弁護人 凜花 （2020年7月7日 - 9月22日） | ハルとアオのお弁当箱 （2020年10月13日 - 12月29日） | テレビ演劇 サクセス荘3 （2021年1月12日 - 3月25日） |